# Beleg van Gulik (1621-1622)
Het Beleg van Gulik vond plaats van 5 september 1621 tot 2 februari 1622 tussen een Staats garnizoen en het Spaanse leger tijdens de Tachtigjarige Oorlog in de Nederlanden en de Dertigjarige Oorlog in Duitsland. De Spaanse commandanten Ambrogio Spinola en Hendrik van den Bergh sloten Gulik zodanig in dat het prins Maurits niet lukte om de stad te ontzetten. Op 22 januari 1622 werden voorwaarden tot overgave opgesteld en vroeg de Staatse bevelhebber Pithan twaalf dagen uitstel om een ontzet of voedseltransport af te wachten. Ontzet noch voedsel kwam. Op 2 februari moest Gulik op een eervolle wijze capituleren.

## Aanloop

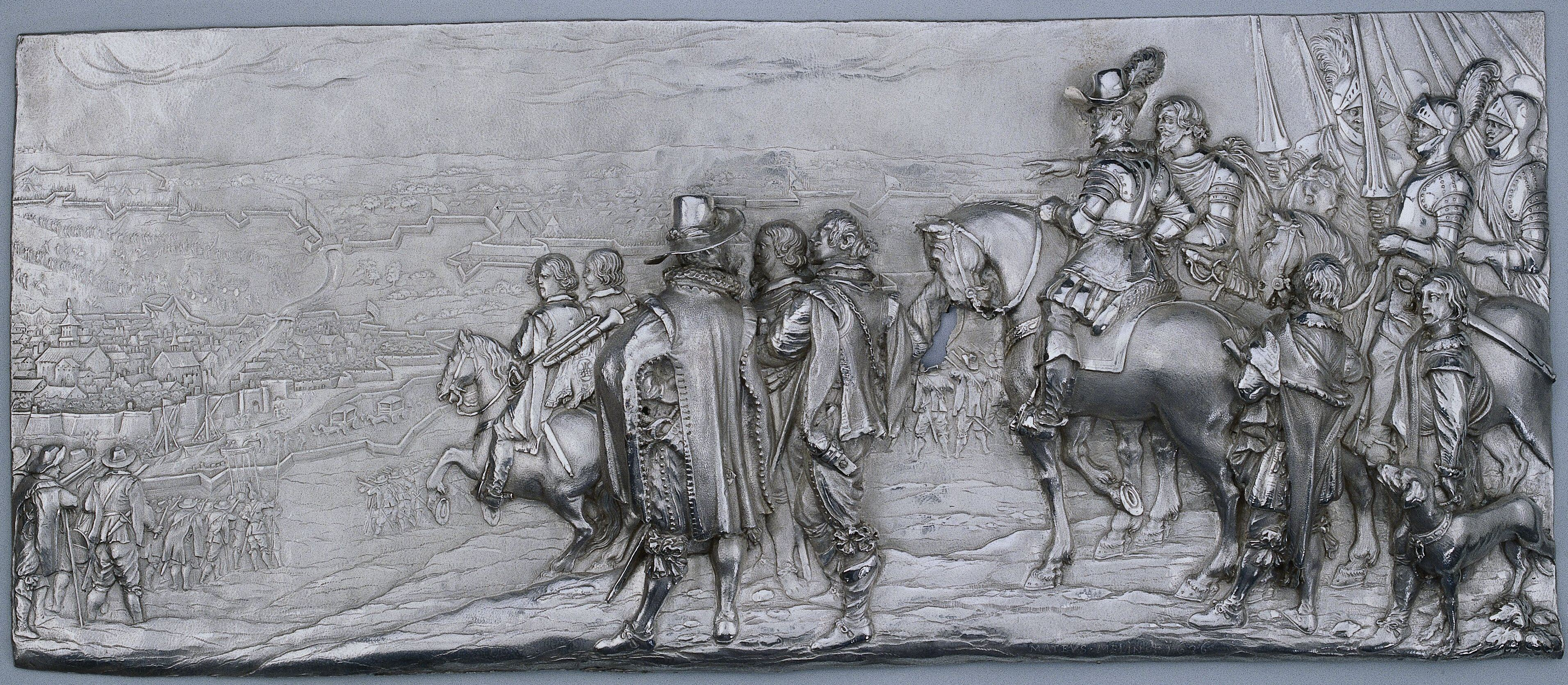
Bas-reliëf van gedreven zilver met een voorstelling van Ambrogio Spinola tijdens het beleg (Mattheus Melijn, collectie Rijksmuseum Amsterdam)

Na afloop van het Twaalfjarig Bestand werden de vijandelijkheden hervat. Het opperbevel aan het Spaanse leger was opgedragen aan Ambrogio Spinola die daarvoor uit de Palts was teruggeroepen. Dat gewest was overgelaten aan Tilly. Spinola verzamelde het leger bij Wesel. Prins Maurits dacht dat de Spanjaarden het op de Veluwe hadden voorzien en versterkte als reactie Doesburg en de IJssellinie; Spinola had het echter niet op de Veluwe gemunt.
Terwijl de Staatse aandacht op Gelderland was gevestigd had Spinola een aanval op Gulik gepland, dat nog altijd voor George Willem, keurvorst van Brandenburg, werd bewaard door het Staatse leger. Hij stuurde Hendrik van den Bergh ondersteund met ruiters. Deze nam op 30 augustus het Huis te Reydt/te Reide met een list in. Van den Bergh deed zich voor als rechtmatige eigenaar van het kasteel. Ditford ontruimde het kasteel dat met honderdvijftig Staatse soldaten was bezet. Ditford, die in de list was getrapt, werd in opdracht van Maurits gevangengezet en na een krijgsraad veroordeeld tot een doodstraf om een streng voorbeeld te stellen aan anderen. Van den Bergh en zijn leger sloegen vanaf Huis te Reydt het beleg voor Gulik.

## Beleg

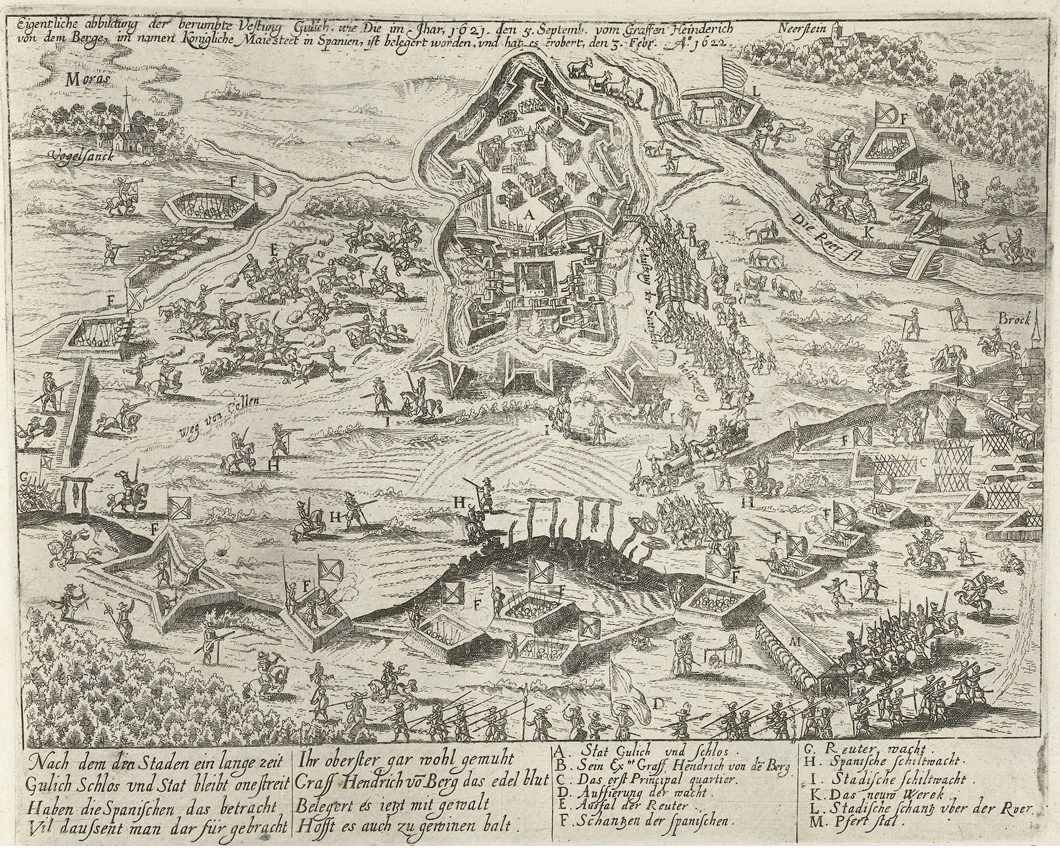
Overzicht van het beleg (collectie: Rijksmuseum Amsterdam)

De inname van het kasteel was volgens Maurits een reden dat hij werkloos moest toezien bij het beleg van Gulik. Ook de inname van de papenmuts was geen optie, daar heerste de pest. Nog erger, Staats-Vlaanderen werd bedreigd. Er werden meteen vijf compagnieën naartoe gestuurd. Maurits kreeg toestemming van de Staten om aanzienlijk aantal extra compagnieën daarheen te sturen. (In juli 1622 werd Bergen op Zoom belegerd.) Maurits bleef tot november aan de Rijn. Toen hij merkte dat het Staatse leger intussen kleiner was dan het Spaanse leger maakte hij zich zorgen of het nog wel mogelijk was om Gulik succesvol te kunnen ontzetten, temeer omdat de Spaanse troepen ook al Wezel, Gelderen en Venlo in handen hadden. Een verrassingsaanval op Maaseik had nog het verschil kunnen uitmaken, vandaar had Maurits dan Gulik kunnen bevoorraden. De plannen lekten echter uit, zodat deze niet uitgevoerd konden worden.
Opmerkelijk is de overlevering over een jonge luitenant, genaamd Jan van Weert. Hij wist op een leeftijd van zestien jaar met vijftig ruiters tweehonderd Spaanse ruiters te verslaan. Als beloning werd hij tot ritmeester bevorderd.
In 1621 had men binnen de stad nog de beschikking over rijke voedselvoorraden, maar geld was er niet meer. Er werden diverse munten aan noodgeld geslagen. Eind januari raakten alle levensmiddelen langzaam maar zeker uitgeput. Pithan had na vijf maanden van beleg op 22 januari, toen Maurits alweer in Den Haag was, voorwaarden tot overgave gesloten met Van den Bergh met een uitstel van twaalf dagen: als hij niet voor 2 februari een ontzet of dertig karren voedsel zou krijgen, zou hij de stad overgeven. Er kwam geen ontzet noch voedsel, dus de stad ging over. Enkele voorwaarden waren: geen verandering van de religie in de stad; een uittocht met vliegende vaandels, wapenen, brandende lonten, kogels in de mond en slaande trommels; ook officieren en ondersteunend militair personeel zou mogen vertrekken met hun vrouwen en kinderen; het beschikbaar stellen van karren en paarden om mensen en bagage veilig naar Nijmegen te brengen; zieken zouden tot hun herstel in de stad mogen verblijven, daarna een vrijgeleide krijgen naar Nijmegen. Tweeduizend man trokken de stad uit, alleen het geschut en bijbehorende krijgsbehoeften (die ruimschoots aanwezig waren) moesten ze achterlaten voor de Spanjaarden.

## Nasleep

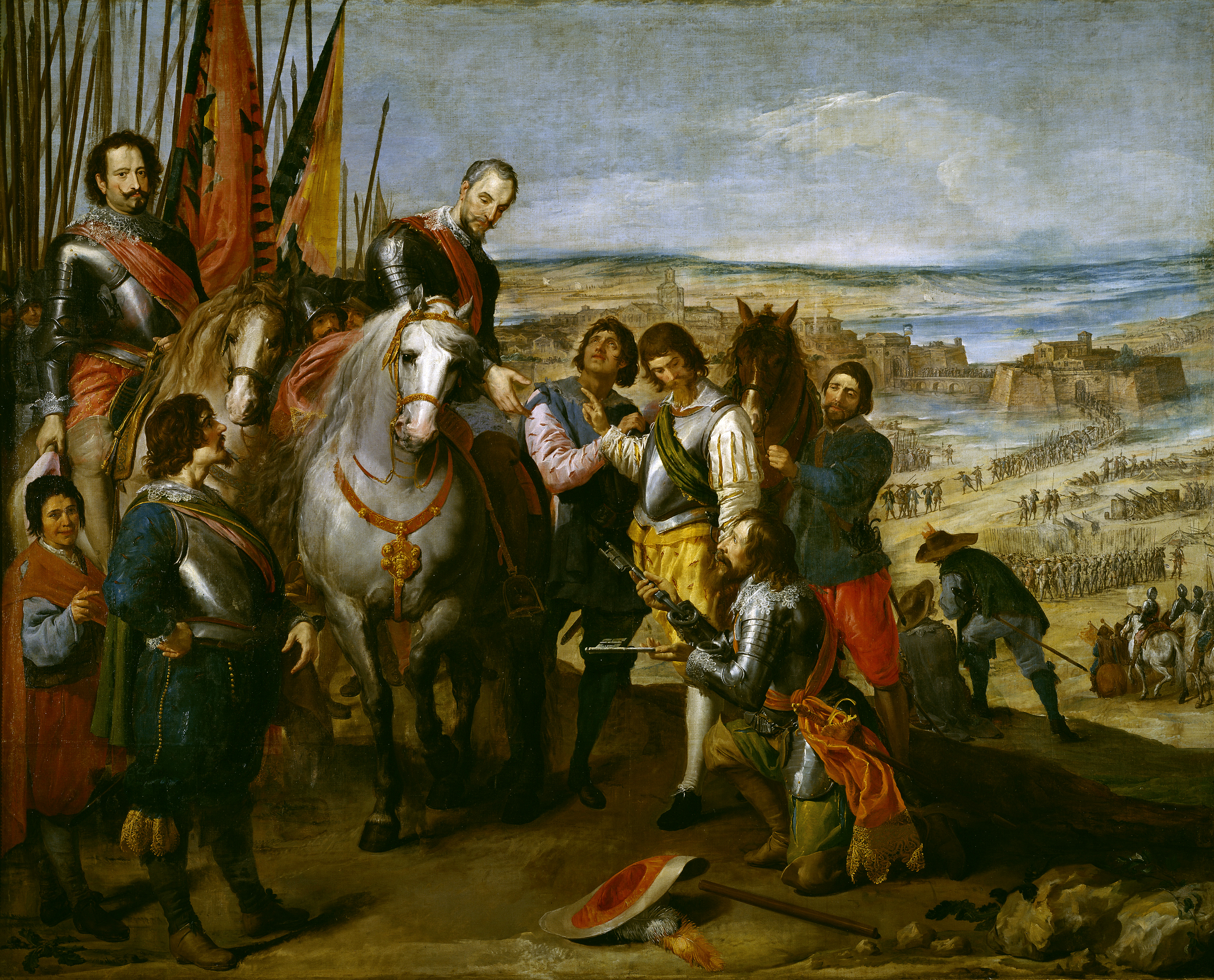
Pithan biedt Spinola de sleutels van de stad en het kasteel aan. Door José Leonardo (collectie: Museo Nacional del Prado)

De Spanjaarden bleken militair gezien meesters in het veld, waardoor Maurits niet in staat was de stad te ontzetten. Het verlies was zeer groot voor de Staten. Zij hadden de stad twaalf jaren onder Staats gezag kunnen plaatsen en hadden veel geld en tijd geïnvesteerd in de vestingwerken van de stad. De inname kwam de Spanjaarden zeer goed uit. Zij konden Gulik als winterkwartier in gebruik nemen. De overlevering wil dat gouverneur Pithan, toen hij de sleutels van de stad en het kasteel aan graaf Hendrik van den Bergh overdroeg, gezegd zou hebben: "Hier lever ik uwe genade de sleutels, die ik nu een lange tijd bewaard heb." De graaf zou geantwoord hebben: "Dit zijn de eerste, die ik in dit jaar ontvang, en ik hoop, dat het de laatsten niet zullen zijn." Waarop Pithan reageerde: "Wat voor sleutels begeerd uwe genade dan nog meer? Hier zijn al de sleutels van Gulik." De graaf antwoordde: "Maar de sleutels van de stad Amsterdam zijn er niet bij!" Pithan werd in Den Haag opgesloten en moest voor de krijgsraad verschijnen. Hij werd vrijgesproken, mogelijk vanwege zijn hoge leeftijd (72 jaar) of door bemiddeling van Maurits. Maurits kende Pithan nog van het beleg van Oostende waar Pithan uitblonk als bijzonder dapper soldaat, die nadien op wonderbaarlijke wijze was genezen. Spinola en Hendrik van den Bergh zouden drie maanden later voor de poorten van Bergen op Zoom staan, een onderneming die het Spaanse leger zware verliezen zou brengen.